# خفاش القبور المصري
خفاش القبور المصري (الاسم العلمي: Taphozous perforatus)، يسمى أيضًا خفاش مصر ذو الغمد هو نوع من أنواع الخفافيش التي تنتمي لعائلة الخفافيش ذات الأجنحة الكيسية. هذا الخفاش ينتمي لفرع خفافيش Yangochiroptera، ويتراوح حجمه ما بين متوسط الحجم وكبير، حجم كتلة جسده تقارب حوالي 30 غرام (1.1 أونصة). هذه الخفافيش هي آكلة حشرات؛ حيث تقوم بالبحث عن فريستها جويا وهي تطير في الجو المفتوح. استنادًا إلى مجموعة أفراد من هذه الخفافيش التي تم أسرها في إثيوبيا؛ يُعتقد أن هذا النوع من الخفافيش يتغذى في الغالب وبشكل عام على الحشرات من أنواع حرشفيات الأجنحة، ولكنه من المعروف أنه يتغذى أيضًا على الأرضة والخنافس ومستقيمات الأجنحة.

## الوصف
يبلغ الطول الكلي لجسم هذه الخفافيش حوالي ما بين 64.8–80 مليمتر (2.55–3.15 بوصة)، حيث يوجد اختلاف بالأحجام الخاصة بالأنواع الفرعية من هذه الخفافيش. طول ساعديها (ساعد: القسم الامامي من الذراع) هو حوالي ما بين 60.2–65.3 مليمتر (2.37–2.57 بوصة). يبلغ طول أذنيها حوالي ما بين 15–23 مليمتر (0.59–0.91 بوصة).

## أنواع فرعية
يتبع مصدر الثدييات في أفريقيا مصدر أنواع الثدييات في العالم في التعرف على أربعة أنواع فرعية :  
- T. P. senegalensis Desmarest, 1820 - تتواجد في غرب إفريقيا
- T. P. perforatus É. Geoffroy, 1818 - تتواجد مصر وشمال السودان
- T. p. sudani Thomas, 1915 - تتواجد جنوب السودان، وفي دولة السودان الجنوبية وشرق جمهورية الكونغو الديمقراطية وبوتسوانا وزيمبابوي
- T. P. haedinus Thomas, 1915 - تتواجد في تنزانيا وعبر إثيوبيا وفي جنوب آسيا.

## مادة الأحياء

### النظام الغذائي
قام ج.ريديل ود.و يالدين بتحليل وفحص غوانو هذا النوع من الخفافيش في عام 1997، في إثيوبيا، وقد استنتجوا من تحاليلهم هذه أن معظم النظام الغذائي لأنواع خفافيش القبور المصرية في الغالب يتكون من حشرات العثة (57 ٪). فرائس أخرى التي من الممكن أن تتغذى هذه الخفافيش عليها : الأرضة (14٪)، الخنافس (10٪)، مستقيمات الأجنحة والصرصار (8٪)، نصفيات الأجنحة (3٪)، عرقيات الأجنحة (2٪)، و النمل (1٪)، و ذوات الجناحين (ذباب) (1٪).

### التكاثر
من الممكن مصادفة ورؤية الخفافيش الصغيرة (الجراء) والإناث المرضعة حوالي شهر يوليو. من المحتمل أن يحدث المخاض، أو الولادة، في أواخر شهر مايو وأوائل شهر يونيو. إنها نوع من الخفافيش التي تختبر الدورة النزوية أكثر من مرة في نفس السنة؛ بمعنى أنها قادرة على الحمل والولادة عدة مرات في نفس السنة. من الممكن أن تتوالى فترات الحمل وأن تحدث في تعاقب سريع، مثلا؛ كان يوجد أنثى واحدة من هذا النوع من الخفافيش التي كانت ترضع وكانت حامل في نفس الوقت.

### الطفيليات
يشير ميشيل أنسياو دي فافو إلى أن البراغيث، وأنواع من ذباب الخفافيش، و لبوديات الشكل (قراد) والسوس (قراديات) من الأنواع التالية؛ من الممكن أن يتم العثور عليها كطفيليات خارجية في هذا النوع من الخفافيش: 
- برغوثيات: براغيث
  - Xenopsylla cheopis
- Siphonaptera: Ischnopsyllidae
  - Araeopsylla wassifi
  - Chiropteropsylla aegyptia
  - Chiropteropsylla brockmani
- ذوات الجناحين: ذباب الخفاش  [لغات أخرى]‏
  - Phthiridium integrum
- Diptera: Streblidae
  - Brachytarsina diversa
  - Brachytarsina alluaudi
- قراديات: Argasida
  - Carios vespertilionis
  - Carios boueti
  - Carios confusus
  - Alectorobius salahi
- Acari: نيسيات كبيرة
  - Steatonyssus sp.
- Acari: Myobiidae
  - Ugandobia barnleyi
- Acari: Chirodiscidae
  - Alabidocarpus taphozous

### علم الوراثة
بناءً على دراسة أجريت على عينات (أفراد) من خفافيش القبور المصرية؛ أفاد العالم أ.ي. ياسين وزملاؤه أن عدد الكروموسومات (صيغة صبغية) الخاص بهذا النوع من الخفافيش هو 2n = 42، و رقم جسمه الأساسي (علم النواة الخلوية) هو 64.

## كخزان (أصل الفيروس) لفيروس MERS-CoV
عندما تم عزل وأخذ عينة من فيروس كورونا المسبب لمتلازمة الشرق الأوسط التنفسية (MERS-CoV) من المريض الأول الذي تم تحديده كمصاب بهذا المرض؛ تم العثور على نسخة مطابقة لها في خفاش من نوع خفافيش القبور المصري، وكان ذلك بالقرب من منزل الضحية هذا في المملكة العربية السعودية. العينة، التي تم العثور عليها في حبيبات برازية تخص الخفافيش؛ اتضح أنها مطابقة بنسبة 100 ٪ مع ضحية هذا الفيروس في لندن. 

## موائله ونطاق تواجده
نطاق العينة النمطية لهذه الخفاش هو كوم أمبو، مصر. استند الوصف الأولي لـ 'Geoffroy' إلى عينات (أفراد من هذا الخفاش) التي كانت تنحدر من كوم أمبو والأقصر، لكنه لم يحدد أي موقع كنطاق العينة النمطية ؛ قام د.كوك بتعيين كوم أمبو على أنها نطاق العينة النمطية عام 1969. يتواجد هذا النوع من الخفافيش في بنين، بوتسوانا، بوركينا فاسو، جمهورية الكونغو الديمقراطية، جيبوتي، مصر، إثيوبيا، غامبيا، غانا، غينيا بيساو، الهند، إيران، كينيا، مالي، موريتانيا، النيجر، نيجيريا، باكستان، المملكة العربية السعودية، السنغال والصومال والسودان وتنزانيا وأوغندا وزيمبابوي. الموطن الطبيعي الذي تعيش به هذه الخفافيش هو السافانا الجافة.  في جنوب آسيا؛ تفضل هذه الخفافيش العيش في غابات شوكية استوائية. يتجنب هذا الخفاش مناطق الصحارى والغابات. ولا يتواجد أو يعيش في المناطق التي تكون في ارتفاعات فوق ال 200 متر (660 قدم).

## حالة الحفظ
يتم تقييم حالة الحفظ لهذا النوع من الخفافيش حاليًا على أنها أقل اهتمام قبل الاتحاد الدولي لحفظ الطبيعة (أي أن هذا النوع من الخفافيش لا يواجه خطر تهديد الانقراض). ويستند هذا التقييم على المعايير التالية : يوجد أعداد كبيرة من هذا النوع من الخفافيش، ونطاق توزيعها وتواجدها يعتبر واسع، وأعداد أفرادها مستقر حاليًا. التهديد الذي يواجه الأفراد من هذا النوع من الخفافيش في جنوب آسيا؛ هو تدمير الغابات الشوكية، حيث يتم تدميرها حاليًا في الوقت الحاضر من أجل الزراعة وللحفر من أجل المعادن، و المحاجر.